# Corynebacterium diphtheriae
Corynebacterium diphtheriae (лат.) — вид грампозитивних паличковидних бактерій роду коринебактерій (Corynebacterium), збудник дифтерії. Вперше мікроорганізм описаний німецьким мікробіологом Едвіном Клебсом (нім. Edwin Klebs, 1834—1913), виділена в чисту культуру німецьким лікарем і мікробіологом Фрідріхом Льоффлером (нім. Friedrich August Johannes Loeffler, 1852—1915).

## Класифікація
Ідентифіковані чотири підвиди C. diphtheriae: C. d. mitis, C. d. intermedius, C. d. gravis, and C. d. belfanti, які дещо відрізняються за колоніальною морфологією та біохімічними властивостями, зокрема, здатністю засвоювати певні поживні речовини. Проте, усі вони можуть бути як токсигенними, так і нетоксигенними. C. diphtheriae продукує дифтерійний токсин, що інактивує фактор елонгації EF-2. Токсин спричинює ураження різних відділів дихальної системи, починаючи з мигдаликів глотки і доходячи іноді до бронхів дрібного калібру, зумовлює утворення плівчастих нашарувань.
Для синтезу токсину мікроорганізм потребує низької концентрації заліза у поживному середовищі. Якщо концентрація заліза занадто висока, воно зв'язується з апо-рецептором бета-бактеріофага, який несе ген Tox, внаслідок чого припиняється утворення токсину. Тест Елека використовують для визначення токсигенності виділеного штаму C. diphtheriae.

## Біологічні властивості
Геном C. diphtheriae представлений кільцевидною дволанцюговою молекулою ДНК розміром 2488635 п.н. і містить 2320 кодуючих послідовностей, G+C складає 53,5 %. За допомогою плазміди pNG2 C. diphtheriae здійснена трансформація інших видів бактерій.

### Морфологія

Характерна культуральна форма клітин та взаєморозташування C. diphtheriae

Великі (1—8 × 0,3—0,8 мкм), прямі, дещо зігнуті поліморфні паличкоподібні бактерії. На полюсах клітин локалізуються метахроматичні зерна волютину (зерна Бабеша-Ернста), які надають клітинам характерної булавоподібної форми. Зерна волютину фарбуються метиленовим синім або за Нейссером. На мікропрепаратах розташовані поодиноко або, внаслідок особливостей ділення клітин, у вигляді латинської літери V чи Y. Спор не утворює, у багатьох штамів наявні мікрокапсули.

### Культуральні властивості
Хемоорганогетеротроф, факультативний анаероб. Росте на складних поживних середовищах, що містять сироватку крові, наприклад, на згорнутій кінській сироватці за Ру, суміші яловичої сироватки з цукровим бульйоном за Леффлером. На кров'яному агарі з телуритом (середовище Клаубера) колонії набувають чорного кольору внаслідок відновлення телуриту. 
Розрізняють чотири біовари C. diphtheriae: gravis, mitis, intermedius та belfanti:
- Біовар gravis: є R-формами C. diphtheriae, утворюють великі шорсткі колонії на щільних поживних середовищах, на середовищі з телуром чорного кольору. У рідких поживних середовищах — плівка та зернистий осад.
- Біовар mitis: є S-формами C. diphtheriae, утворюють гладенькі колонії з блискучою поверхнею на щільних поживних середовищах, на середовищі з телуром чорного кольору. У рідких поживних середовищах — дифузне помутніння.
- Біовар intermedius: проміжна форма між двох наведених вище, на щільних поживних середовищах — дрібні колонії, у рідких поживних середовищах — помутніння та осад.

### Геном
Геном Corynebacterium diphtheriae штаму NCTC 13129 представлений кільцевидною дволанцюговою молекулою ДНК розміром 2488635 п.н. та містить 2389 генів, з яких 2272 кодують білки, частка Г+Ц пар складає 87 %, цей штам не містить плазмід. У інших штамів виду Corynebacterium diphtheriae виявлені плазміди. У Corynebacterium diphtheriae штаму S601 наявна плазміда pNG2, представлена кільцевидною дволанцюговою молекулою ДНК розмеру 15100 п.н., що містить 16 генів, всі з яких кодують білки, плазміда відповідає за резистентність до еритроміцину, також відома кільцева плазміда pNGA2 розміром 4191 п.н., яка кодує лише три гени.

## Патогенність

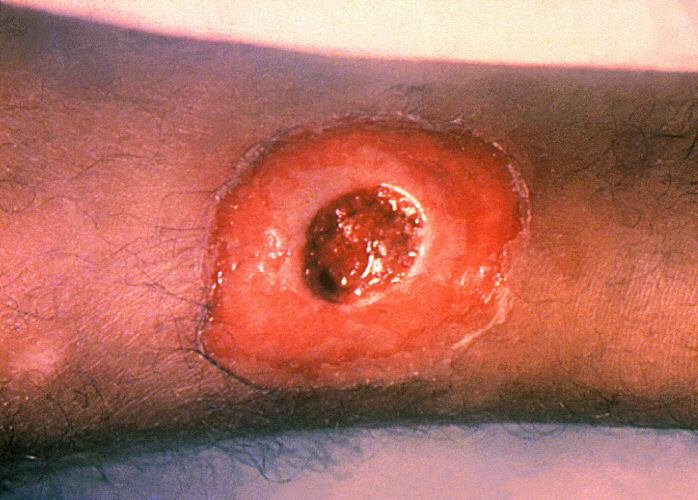
C. diphtheriae здатна спричинювати не лише ураження органів респіраторної системи, але й шкіри, але останнє відбувається у країнах зі спекотним кліматом.

Як токсигенні, так і нетоксигенні штами C. diphtheriae є збудниками дифтерії. Вважалося, що токсигенні штами (типу gravis) спричинюють тяжчі клінічні форми дифтерії, але на сьогодні це спростовано: усі біовари здатні зумовити як легкі, так і тяжкі за клінічним перебігом форми дифтерії. Токсигенність зумовлена наявністю гену tox, джерелом якого є лізогенний бактеріофаг в інтегрованому стані. Є повідомлення про ефекти дії протифагової сироватки на рівень вірулентності збудника дифтерії. Також є інформація про дію бактеріофага C. diphteriae на C. ulcerans та C. ovis. Токсин дифтерійного збудника діє на структури серця, нервової системи, нирок, рідше інших органів, спричинюючи їх запально-токсичне ураження. 